# Мирзапур (город, Бангладеш)
Мирзапур (бенг. মির্জাপুর, англ. Mirzapur) — город в центральной части Бангладеш, административный центр одноимённого подокруга. 
Площадь города равна 13,81 км². По данным переписи 2001 года, в городе проживало 24 219 человек, из которых мужчины составляли 48,81 %, женщины — соответственно 51,19 %. Плотность населения равнялась 1704 чел. на 1 км².